# Okręg wyborczy Walthamstow East
Okręg wyborczy Walthamstow East powstał w 1918 r. i wysyłał do brytyjskiej Izby Gmin jednego deputowanego. Okręg położony był we wschodnim Londynie. Został zlikwidowany w 1974 r.

## Deputowani do brytyjskiej Izby Gmin z okręgu Walthamstow East
- 1918–1924: Louis Stanley Johnson, Partia Konserwatywna
- 1924–1929: Hamar Greenwood, Partia Konserwatywna
- 1929–1931: Harry Wallace, Partia Pracy
- 1931–1945: Brograve Beauchamp, Partia Konserwatywna
- 1945–1955: Harry Wallace, Partia Pracy
- 1955–1966: John Edgar Harvey, Partia Konserwatywna
- 1966–1969: William Oscar James Robinson, Partia Pracy
- 1969–1974: Michael McNair-Wilson, Partia Konserwatywna